# L'Étang-Bertrand
 L'Étang-Bertrand  es una población y comuna francesa, situada en la región de Baja Normandía, departamento de Mancha, en el distrito de Cherbourg-Octeville y cantón de Bricquebec.
Fue formada en 1895 por segregación de Bricquebec

## Demografía
| 248 | 243 | 205 | 245 | 264 | 280 |
| Para los censos de 1962 a 1999 la población legal corresponde a la población sin duplicidades (Fuente: INSEE [Consultar]) |     |     |     |     |     |